# ابن الأزرق الفارقي
أحمد بن يوسف بن الأزرق الفارقيك (ق. 1116– ق. 1176) كان مؤرخًا من ميافارقين من نواحي ديار بكر. عمله الرئيسي، كان تاريخ ميافارقين مكتوب باللغة العربية.
أصوله العرقية غير معروفة بشكل واضح.  كان ابن الأزرق في وقت مبكر من حياته وكيلاً تجاريًا للحاكم الأرتقي حسام الدين تيمورطاش ابن إيلغازي. خلال إحدى إقامته في بغداد حوالي 1140، تلقى تعليمه على يد كبار علماء المسلمين لمدة ستة أشهر. ومن 1153 إلى 1154 كان في بلاط الملك ديمتريوس الأول ملك جورجيا كسكرتير له. يذكر ابن الأزرق في أعماله على وجه التحديد معاملة الملك المسيحي الخيرية للمسلمين. وكان مرة أخرى في مملكة جورجيا عام 1162 أو 1163، قبل أن يصبح حارس للوقف، في ميافارقين عام 1166 أو 1167. وبعد عام، خدم في نفس المنصب في دمشق لمدة عامين. ثم عاد إلى مدينته الأصلية. سنة وفاته غير مؤكدة. عمله عبارة عن سجل تاريخي يركز بشكل أساسي على ميافارقين وعميد في منطقة ديار بكر ، ولكنه يحتوي على تفاصيل مهمة حول جغرافية وتاريخ المناطق المجاورة.